# 膨胀 (形态学)

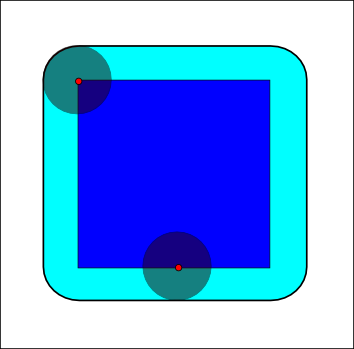
在深蓝色正方形上使用圆盘进行膨胀运算，结果为浅蓝色正方形，带有圆角。

膨胀（通常用⊕表示），是数学形态学中基本的算子之一。它最初是为二值图像定义的，之后被扩展到灰度图像以及随后的完全格。

## 二值膨胀
定义E为欧氏空间，在二值图像A上使用B进行膨胀运算的定义为：
{\displaystyle A\oplus B=\bigcup _{b\in B}A_{b},}
其中  Ab 为A平移向量b得到。